# Rousettus linduensis
Rousettus linduensis  (Maryanto & Yani, 2003) è un pipistrello appartenente alla famiglia degli Pteropodidi, endemico dell'isola di Sulawesi.

## Descrizione

### Dimensioni
Pipistrello di medie dimensioni con la lunghezza della testa e del corpo tra 108,32 e 115,3 mm, la lunghezza dell'avambraccio tra 75,64 e 77,54 mm, la lunghezza della coda tra 26,11 e 31,57 mm e un peso fino a 99 g.

### Aspetto
La pelliccia è corta. Il colore della testa varia dal bruno-grigiastro al marrone scuro, i lati del collo sono marroni chiari con una grossa macchia bruno dorata, il dorso e l'addome sono marroni scuri con dei riflessi bruno cannella sulla groppa e sulla parte dorsale della tibia, mentre il petto varia dal bianco al color crema. Lungo i fianchi all'attaccatura alare e sulla parte ventrale dell'avambraccio i peli sono giallastri. Il muso è lungo ed affusolato, gli occhi sono grandi. Le orecchie sono lunghe e con l'estremità arrotondata, La coda è relativamente corta, mentre l'uropatagio è ridotto ad una sottile membrana lungo la parte interna degli arti inferiori ed è densamente ricoperto di peli.

## Biologia

### Alimentazione
Si nutre di frutta.

### Riproduzione
Maschi sessualmente attivi sono stati catturati nel mese di marzo.

## Distribuzione e habitat
Questa specie è ristretta all'area vicino al Lago Lindu, Sulawesi centrale.
Vive nelle foreste paludose tra i 995 e 1.005 metri di altitudine.

## Conservazione
La IUCN Red List, considerato che questa specie è stata descritta recentemente, classifica R. linduensis come specie con dati insufficienti (DD).